# Оценка компонентов портфеля проектов
Оценка проектов в портфеле проектов — анализ отдельных проектов, для составления итогового инвестиционного портфеля компании, позволяющий ей правильно оценить и выгодно распределить финансовые средства по различным проектам, и получить с этого максимальную прибыль.

## Оценка компонентов
Оценка компонентов портфеля проектов производится в процессе отбора отдельных проектов в портфель с целью их сравнения. Информация о каждом из компонентов собирается и суммируется для дальнейшего анализа. Данные о каждом из компонентов могут носить как качественный, так и количественный характер и происходить из различных источников внутри компании.
Процесс оценки компонентов включает в себя:
- Оценка компонентов посредством скоринговой модели;
- Создание сопутствующих графических материалов для облегчения процесса принятия решений при отборе проектов в портфель;
- Составление рекомендаций для процесса отбора.

Для оценки проектов прежде всего необходимы:
1. Стратегический план
2. Лист компонентов портфеля, разбитый на категории
3. Ключевые элементы для каждого из компонентов

## Методы и инструменты
Оценка компонентов важна в процессе селекции проектов в портфель, так как позволяет сравнивать их по одним критериям и тем самым облегчает процесс составления итогового портфеля. Для оценки компонентов может быть применён целый ряд разнообразных критериев оценки, которые отражают различные аспекты ведения бизнеса. Используемые критерии должны давать возможность измерить численно вклад того или иного проекта в достижение целей компании.
Примеры критериев оценки компонентов портфеля:
- Общий критерий бизнеса
- Финансовый критерий
- Критерий оценки риска
- Критерий соответствия нормам регулирования/законам
- Критерий оценки кадрового потенциала
- Критерий маркетинга
- Критерий оценки технических возможностей

Выбор критериев оценки компонентов состоит в том, чтобы отобрать те из них, которые в наибольшей степени соответствуют целям компании, так как в дальнейшем избранные критерии могут быть использованы в измерении размера привнесенной выгоды от выбора компонента в портфель.
На данной стадии управления портфелем проектов возможно применение следующих инструментов и методов:
- Скоринговая модель;
- Графическое представление результатов оценки;
- Экспертные оценки;

### Скоринговая модель
Скоринговые модели содержат один из возможных методов, используемых для оценки и последующего сравнения компонентов. Она представляет собой модель, состоящую из ряда оценочных критериев, значимость которых отображается в процентах и балльных оценках. Суммарная значимость всех оценочных критериев модели равняется 100 %. Балльная оценка применяется к каждому из критериев в модели и равняется численно 0, 5 или 10 баллам. Балльная оценка по каждому из критериев означает степень принятия данного критерия. А вес по критерию, умноженный на балл по нему дает ценность отдельного критерия в оценке проекта. Ценности критериев в сумме дают ценность отдельного компонента, либо проекта, для портфеля.
Этапы создания скоринговой модели:
1. Установление списка критериев, которые соответствуют целям компании,
2. Определение критериев для построения ключевого индикатора оценки проекта (если это возможно),
3. Определение значимости каждого из критериев,
4. Определение скоринговой шкалы модели (0, 5 и 10, или 1-10, или 1-5),
5. Обоснование значений относительных весов и использования выбранной скоринговой модели,
6. Оценка компонента (проекта или нескольких) по каждому из критериев,
7. Умножение балльной оценки по каждому из критериев на соответствующий ему весовой коэффициент для определения итогового значения по каждому из критериев,
8. Сложение итоговых значений по каждому из критериев для определения итогового значения по компоненту,
9. Сравнение итоговых результатов по компонентам в портфеле.

### Графическое представление результатов оценки
Использование различных графических материалов для облегчения процесса сравнения компонентов в портфеле также может быть использовано при оценке. В понятие «графическое представления» входят: гистограммы, линейные диаграммы, секторные диаграммы и пузырьковые диаграммы. Наиболее используемыми считаются «двухкритериальные сетки». Обычно сравниваются пара критериев «выгоды и соответствие стратегии».
Этапы составления двухкритериальной сетки:
1. Выбор двух критериев,
2. Оценка каждого компонента по каждому из критериев,
3. Позиционирование каждого компонента в сетке,
4. Компонентам, оценённым как высокой значимости, присваивается высокий балл,
5. Компонентам, оценённым как низкой значимости, присваивается низкий балл.

Для большей наглядности в двухкритериальной сетке можно использовать цветовое кодирование. Она поможет показать, какой набор оценок предпочтителен для организации, а какой нет. Подобное графическое представление используется обычно для сравнения компонентов, входящих в одну категорию. Это делается для того, чтобы избежать сравнения несравнимых друг с другом проектов, которые не отвечают одним или схожим целям и нуждам компании.

### Экспертные оценки
Экспертные оценки и мнения обычно используют для определения необходимого набора необходимых данных для сравнения компонентов портфеля. Оно требуется для определения взаимосвязей между компонентами:
- Зависимость
- Избыточность
- Частичное наложение
- Взаимоисключение компонентов

## Результаты
- Лист оцениваемых компонентов — лист оценок для сравнения категорий между собой.
- Балльная оценка для каждого из компонентов — для вывода общей балльной оценки в соответствии с используемой моделью.
- Графическое представление — графические материалы для облегчения процесса принятия решений.
- Рекомендации — рекомендации для портфельного совета (комитета) по окончании процесса оценки. Рекомендации могут быть составлены как и для отдельного компонента портфеля, так и для категории компонентов и даже целого портфеля.